# Cyperus cinereobrunneus
Cyperus cinereobrunneus är en halvgräsart som beskrevs av Georg Kükenthal. Cyperus cinereobrunneus ingår i släktet papyrusar, och familjen halvgräs.
Artens utbredningsområde är Papua Nya Guinea. Inga underarter finns listade i Catalogue of Life.